# La Vèze
La Vèze és un municipi francès situat al departament del Doubs i a la regió de Borgonya - Franc Comtat. L'any 2007 tenia 441 habitants.

## Demografia

### Població
El 2007 la població de fet de La Vèze era de 441 persones. Hi havia 182 famílies de les quals 40 eren unipersonals (24 homes vivint sols i 16 dones vivint soles), 73 parelles sense fills, 57 parelles amb fills i 12 famílies monoparentals amb fills.
La població ha evolucionat segons el següent gràfic:
Habitants censats

### Habitatges
El 2007 hi havia 196 habitatges, 184 eren l'habitatge principal de la família, 5 eren segones residències i 8 estaven desocupats. 162 eren cases i 33 eren apartaments. Dels 184 habitatges principals, 144 estaven ocupats pels seus propietaris, 38 estaven llogats i ocupats pels llogaters i 1 estava cedit a títol gratuït; 1 tenia una cambra, 9 en tenien dues, 20 en tenien tres, 44 en tenien quatre i 109 en tenien cinc o més. 169 habitatges disposaven pel capbaix d'una plaça de pàrquing. A 68 habitatges hi havia un automòbil i a 108 n'hi havia dos o més.

### Piràmide de població
La piràmide de població per edats i sexe el 2009 era:
| Homes | Edats   | Dones |
| ----- | ------- | ----- |
| 0     | 95 o +  | 0     |
| 0     | 90 a 94 | 0     |
| 0     | 85 a 89 | 0     |
| 0     | 80 a 84 | 1     |
| 4     | 75 a 79 | 2     |
| 8     | 70 a 74 | 6     |
| 8     | 65 a 69 | 8     |
| 15    | 60 a 64 | 9     |
| 15    | 55 a 59 | 15    |
| 16    | 50 a 54 | 13    |
| 14    | 45 a 49 | 21    |
| 18    | 40 a 44 | 23    |
| 23    | 35 a 39 | 17    |
| 16    | 30 a 34 | 17    |
| 11    | 25 a 29 | 11    |
| 9     | 20 a 24 | 14    |
| 21    | 15 a 19 | 17    |
| 16    | 10 a 14 | 15    |
| 13    | 5 a 9   | 15    |
| 13    | 0 a 4   | 13    |

## Economia
El 2007 la població en edat de treballar era de 301 persones, 227 eren actives i 74 eren inactives. De les 227 persones actives 217 estaven ocupades (117 homes i 100 dones) i 10 estaven aturades (6 homes i 4 dones). De les 74 persones inactives 33 estaven jubilades, 27 estaven estudiant i 14 estaven classificades com a «altres inactius».

### Ingressos
El 2009 a La Vèze hi havia 185 unitats fiscals que integraven 451,5 persones, la mediana anual d'ingressos fiscals per persona era de 20.244 €.

### Activitats econòmiques
Dels 21 establiments que hi havia el 2007, 1 era d'una empresa extractiva, 3 d'empreses de fabricació d'altres productes industrials, 5 d'empreses de construcció, 1 d'una empresa de comerç i reparació d'automòbils, 3 d'empreses de transport, 1 d'una empresa d'hostatgeria i restauració, 1 d'una empresa financera, 1 d'una empresa immobiliària, 3 d'empreses de serveis i 2 d'entitats de l'administració pública.
Dels 7 establiments de servei als particulars que hi havia el 2009, 1 era un taller de reparació d'automòbils i de material agrícola, 1 paleta, 2 fusteries, 1 lampisteria, 1 electricista i 1 restaurant.
L'any 2000 a La Vèze hi havia 6 explotacions agrícoles que ocupaven un total de 174 hectàrees.

## Equipaments sanitaris i escolars
El 2009 hi havia una escola elemental.

## Poblacions més properes
El següent diagrama mostra les poblacions més properes.